# Hājīganj
Hājīganj är en ort i Bangladesh.   Den ligger i provinsen Chittagong, i den centrala delen av landet, 70 km sydost om huvudstaden Dhaka. Hājīganj ligger 13 meter över havet och antalet invånare är 44 343.
Terrängen runt Hājīganj är mycket platt. Närmaste större samhälle är Rāmganj, 16,8 km söder om Hājīganj.
Trakten runt Hājīganj består till största delen av jordbruksmark. Runt Hājīganj är det mycket tätbefolkat, med 1 313 invånare per kvadratkilometer.